# Ehrenfried von Willich (Jurist)
Ehrenfried von Willich (* 29. März 1807 in Stralsund; † 21. November 1880 in Breslau) war ein deutscher Jurist und königlich preußischer Oberregierungsrat. Er war der Stiefsohn des Theologen Friedrich Schleiermacher.

## Leben
Er entstammte der Pastorenfamilie Willich aus der Mark Brandenburg und war der Sohn des gleichnamigen Ehrenfried von Willich (1777–1807), evangelischer Feldprediger beim schwedischen Leibregiment der Königin in Stralsund, und der Henriette von Mühlenfels (1788–1840). Sein Vater starb knapp zwei Monate vor Ehrenfrieds Geburt. Seine verwitwete Mutter Henriette heiratete 1809 in zweiter Ehe den engen Freund ihres Ehemannes, den Theologen Friedrich Schleiermacher, der Ehrenfried und dessen ältere Schwester Henriette (1805–1886), später verheiratete Goldschmidt, als Stiefkinder aufnahm. Willich verehrte seinen Stiefvater sehr, sah dagegen seine Mutter und ihre Schwächen recht kritisch.
Willich studierte lt. Immatrikulationsnachweis vom Sommersemester 1830 bis zum Wintersemester 1832/33 Rechtswissenschaften an der Universität Berlin, an der sein Stiefvater Schleiermacher seit 1810 Professor war. Später war er als preußischer Verwaltungsjurist tätig und wurde Oberregierungsrat in Breslau (Niederschlesien).
Willich heiratete 1859 Charlotte Gräfin von Schwerin (* 5. Juni 1826; † 28. Juli 1898), Tochter des Heinrich Graf von Schwerin (1776–1839) und der Charlotte von Berg (1783–1826).  Willichs Frau war die jüngste Schwester von Maximilian von Schwerin-Putzar (1804–1872), der mit Willichs Stiefschwester Hildegard Maria Schleiermacher (1817–1889) verheiratet war.
Es gibt eine umfangreiche Korrespondenz zwischen ihm und seinem Stiefvater Schleiermacher, die in anerkannten Quellen wiedergegeben und ausgewertet ist.

## Werke
- Aus Schleiermachers Hause. Jugenderinnerungen seines Stiefsohnes Ehrenfried v. Willich, Verlag G. Reimer, Berlin 1909